# Justin Hawkins
Justin David Hawkins (Chertsey, Surrey, Inglaterra, 17 de marzo de 1975) es un músico y compositor británico, líder (voz, guitarra, sintetizador y piano) de la banda británica The Darkness. Aunque nació en Surrey, Justin, sus padres y hermanos se mudaron a Suffolk Lowestoft, donde crecieron. A temprana edad aprendió a tocar la guitarra y otros instrumentos. 
A finales de los 90, Justin fue a la universidad de Huddersfield, para luego pasar a obtener títulos en Tecnología musical. Después de esto siguió a su hermano dan a las luces brillantes de Londres y formaron muchas bandas, tales como homenajes a Deep Purple, Biff, Empire entre otros. También trabajó como creador y escritor de jingles, siendo su creación más famosa un jingle para un anuncio de IKEA.[cita requerida]
Justin entró en un concurso de karaoke haciendo una versión de «Bohemian Rhapsody» actuando cada frase, cantando en alto rango vocal y dejando que su extravagante calidad de estrella saliera a la luz. Dan sugirió entonces que Justin debería ser el vocalista de una nueva banda, formada con ellos y Frankie, así como la contratación Ed Graham en la batería, así es como The Darkness nació. Unos años más tarde tuvieron mucho éxito con su primer disco Permission To Land lanzado el 5 de agosto de 2003 y que alcanzó el número 1 en Reino Unido. 
En 2005 se gastó 150.000 dólares en cocaína: «anualmente llegué a consumir 5 gramos de cocaína al día, lo que me costaba 1.000 libras a la semana. A veces más. Solia estar hasta 4 días despierto consumiendo cocaína y alcohol. Esto afectó a cada decisión que he tomado, todo lo que decidí durante ese tiempo fue sobre la base de la cocaína. Cuando íbamos al show de unos premios, exigía que fuéramos los primeros en salir para después volver pronto para luego seguir bebiendo y drogándome». Estos problemas lo llevaron a dejar la banda.
A mediados del 2008, Justin anunció la creación de una nueva banda llamada Hot Leg, con la cual lanzó un disco a finales del 2008 llamado Red Light Fever.
A comienzos del 2011, Justin anunció el regreso definitivo de The Darkness. También anunció que participarían en el festival Download junto a Def Leppard, y la grabación del tercer álbum de la banda llamado Hot Cakes.
Su banda favorita es Queen. Tiene un tatuaje de las caras de los integrantes en sus dedos.